# LPGA Tour 2022
Navigation
Édition précédente Édition suivante
Le LPGA Tour 2022 est la soixante-treizième édition du Ladies Professional Golf Association Tour (LPGA), circuit professionnel féminin de golf, qui se déroule du 20 janvier 2022 au 20 novembre 2022. Axée sur les États-Unis, la LPGA prend en compte également des tournois qui se déroulent hors des frontières américaines, ainsi cette saison voit des tournois programmés à Singapour, en Thaïlande, en France, en Écosse, au Canada, en Irlande du Nord, en Corée du Sud et au Japon. Cette soixante-treizième édition de ce circuit permet de proposer un certain nombre de tournois professionnels destinés aux femmes en dehors des compétitions amateurs. La volonté de la professionnalisation des golfeuses leur permet désormais de gagner de l'argent en jouant au golf.
Cette saison comporte trente-deux tournois, soit trois de moins qu'en 2021, auxquels sont insérées des dotations financières en fonction du résultat de la golfeuse. Cinq de ces tournois sont considérés comme « tournoi majeur » - le Championnat Chevron, l'Open américain, le Championnat de la LPGA, le Championnat Amundi Evian et l'Open britannique - et sont considérés comme les plus prestigieux et difficiles à remporter.
La Néo-zélandaise Lydia Ko est désignée « Joueuse de l'année de la LPGA » (« Player of the Year ») pour la seconde fois de sa carrière après 2015 et remporte le classement des gains avec un montant de 4 364 403 $ de gains en gagnant trois victoires mais aucun tournoi majeur. Les tournois majeurs sont remportés par Jennifer Kupcho (Championnat Chevron), l'Australienne Minjee Lee (Open américain), la Sud-coréenne In-gee Chun (Championnat de la LPGA), la Canadienne Brooke Henderson (Championnat Amundi Evian) et la Sud-africaine Ashleigh Buhai (Open britannique). Enfin, le « Trophée Vare » récompensant la golfeuse ayant la moyenne de score la plus basse de la saison est également remporté par Lydia Ko pour la seconde fois après 2021.

## Histoire
Pour l'organisation de cette soixante-treizième édition, la majorité des tournois se disputent aux États-Unis mais quatre tournois sont programmés hors des États-Unis. Comme la saison précédente post-Covid, la LPGA décide d'organiser des tournois hors des frontières des États-Unis avec la tenue de tournois programmés à Singapour, en Thaïlande, en France, en Écosse, au Canada, en Irlande du Nord, en Corée du Sud et au Japon. Le plateau est composé de golfeuses autant américaines que non-américaines. Le calendrier fait débuter la saison par le Tournoi des Champions d'Hilton Grand Vacations remporté par Danielle Kang. 
La Néo-zélandaise Lydia Ko est désignée « Joueuse de l'année de la LPGA » (« Player of the Year ») pour la seconde fois de sa carrière après 2015 et remporte le classement des gains avec un montant de 4 364 403 $ de gains en gagnant trois victoires mais aucun tournoi majeur. Les tournois majeurs sont remportés par Jennifer Kupcho (Championnat Chevron), l'Australienne Minjee Lee (Open américain), la Sud-coréenne In-gee Chun (Championnat de la LPGA), la Canadienne Brooke Henderson (Championnat Amundi Evian) et la Sud-africaine Ashleigh Buhai (Open britannique).

## Calendrier
| Date       | Tournoi                                        | Catégorie      | Dotation (US$) | Vainqueur (nombre de victoires) |
| ---------- | ---------------------------------------------- | -------------- | -------------- | ------------------------------- |
| 23/01/2022 | Hilton Grand Vacations Tournament of Champions |                | 1 500 000 $    | Danielle Kang                   |
| 30/01/2022 | Gainbridge LPGA at Boca Rio                    |                | 2 000 000 $    | Lydia Ko                        |
| 05/02/2022 | LPGA Drive On Championship                     |                | 1 500 000 $    | Leona Maguire                   |
| 06/03/2022 | HSBC Women's World Championship                |                | 1 700 000 $    | Ko Jin-young                    |
| 13/03/2022 | Honda LPGA Thailand                            |                | 1 600 000 $    | Nanna Koerstz Madsen            |
| 27/03/2022 | JTBC Classic                                   |                | 1 500 000 $    | Atthaya Thitikul                |
| 03/04/2022 | Championnat Chevron                            | Tournoi majeur | 5 000 000 $    | Jennifer Kupcho                 |
| 16/04/2022 | Lotte Championship                             |                | 2 000 000 $    | Kim Hyo-joo                     |
| 24/04/2022 | DIO Implant LA Open                            |                | 1 500 000 $    | Nasa Hataoka                    |
| 01/05/2022 | Palos Verdes Championship                      |                | 1 500 000 $    | Marina Alex                     |
| 15/05/2022 | Cognizant Founders Cup                         |                | 3 000 000 $    | Minjee Lee                      |
| 29/05/2022 | Bank of Hope LPGA Match-Play                   |                | 1 500 000 $    | Ji Eun-hee                      |
| 05/06/2022 | Open américain                                 | Tournoi majeur | 10 000 000 $   | Minjee Lee                      |
| 12/06/2022 | ShopRite LPGA Classic                          |                | 1 750 000 $    | Brooke Henderson                |
| 19/06/2022 | Meijer LPGA Classic                            |                | 2 500 000 $    | Jennifer Kupcho                 |
| 26/06/2022 | Championnat de la LPGA                         | Tournoi majeur | 9 000 000 $    | Chun In-gee                     |
| 16/07/2022 | Dow Great Lakes Bay Invitational               |                | 2 500 000 $    | Jennifer Kupcho Lizette Slas    |
| 24/07/2022 | Championnat Amundi Evian                       | Tournoi majeur | 6 500 000 $    | Brooke Henderson                |
| 31/07/2022 | Trust Golf Women's Scottish Open               |                | 2 000 000 $    | Ayaka Furue                     |
| 07/08/2022 | Open britannique                               | Tournoi majeur | 7 300 000 $    | Ashleigh Buhai                  |
| 14/08/2022 | ISPS Handa World Invitational                  |                | 1 500 000 $    | Maja Stark                      |
| 28/08/2022 | Omnium du Canada                               |                | 2 350 000 $    | Paula Reto                      |
| 04/09/2022 | Dana Open                                      |                | 1 750 000 $    | Gaby Lopez                      |
| 11/09/2022 | Kroger Queen City Championship                 |                | 1 750 000 $    | Ally Ewing                      |
| 18/09/2022 | Portland Classic                               |                | 1 500 000 $    | Andrea Lee                      |
| 25/09/2022 | Walmart NW Arkansas Championship               |                | 2 300 000 $    | Atthaya Thitikul                |
| 02/10/2022 | Volunteers of America                          |                | 1 700 000 $    | Charley Hull                    |
| 09/10/2022 | LPGA Mediheal Championship                     |                | 1 800 000 $    | Jodi Ewart-Shadoff              |
| 16/10/2022 | Buick LPGA Shanghai                            |                | 2 100 000 $    | Annulé                          |
| 23/10/2022 | BMW Ladies Championship                        |                | 2 000 000 $    | Lydia Ko                        |
| 30/10/2022 | Taïwan Swinging Skirts LPGA                    |                | 2 200 000 $    | Annulé                          |
| 06/11/2022 | TOTO Japan Classic                             |                | 2 000 000 $    | Gemma Dryburgh                  |
| 13/11/2022 | Pelican Women's Championship                   |                | 2 000 000 $    | Nelly Korda                     |
| 20/11/2022 | CME Group Tour Championship                    |                | 7 000 000 $    | Lydia Ko                        |

## Classements saison 2022

### Joueuse de l'année («Player of the year»)
| Cla. | Golfeuses        | Points |
| ---- | ---------------- | ------ |
| 1    | Lydia Ko         | 180    |
| 2    | Minjee Lee       | 149    |
| 3    | Brooke Henderson | 134    |
| 4    | Atthaya Thitikul | 131    |
| 5    | In-gee Chum      | 96     |
| 6    | Jennifer Kupcho  | 95     |
| 7    | Hyo-joo Kim      | 93     |
| 8    | Lexi Thompson    | 86     |
| 9    | Leona Maguire    | 77     |
| 10   | Nelly Korda      | 74     |
| 11   | Hye-jin Choi     | 73     |
| 12   | Céline Boutier   | 72     |
| 13   | Ashley Buhai     | 69     |
| -    | Danielle Kang    | 69     |
| -    | Jin-young Ko     | 69     |

### Trophée Vare («Vare Trophy»)
Le tableau ci-dessous est le classement des golfeuses par scores les plus bas sur cette saison 2022.
| Cla. | Golfeuses | Moyenne |
| ---- | --------- | ------- |
| 1    | Lydia Ko  |         |